# Tobrouk (fortification)
Pour l’article ayant un titre homophone, voir Tobruk.
Pour les articles homonymes, voir Tobrouk.

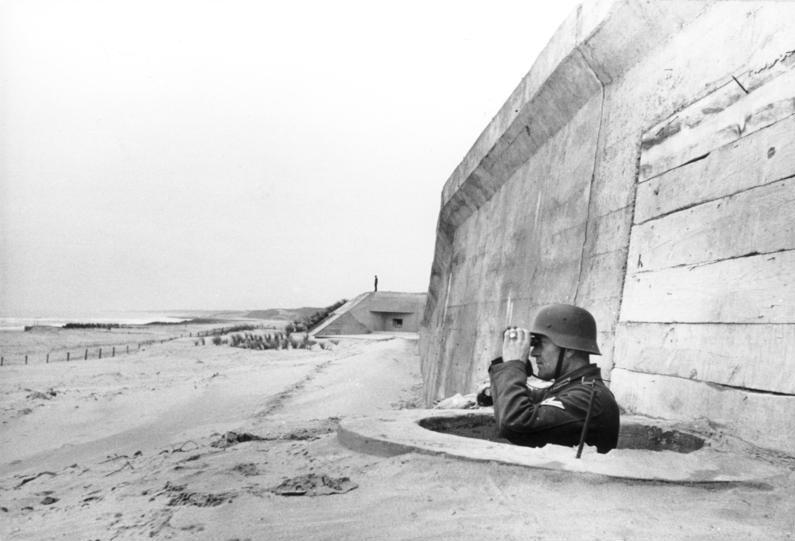
Ouvrage faiblement bétonné du mur de l'Atlantique, le tobrouk abrite un caporal muni de jumelles qui scrute l'horizon des côtes de Gironde (printemps 1944).

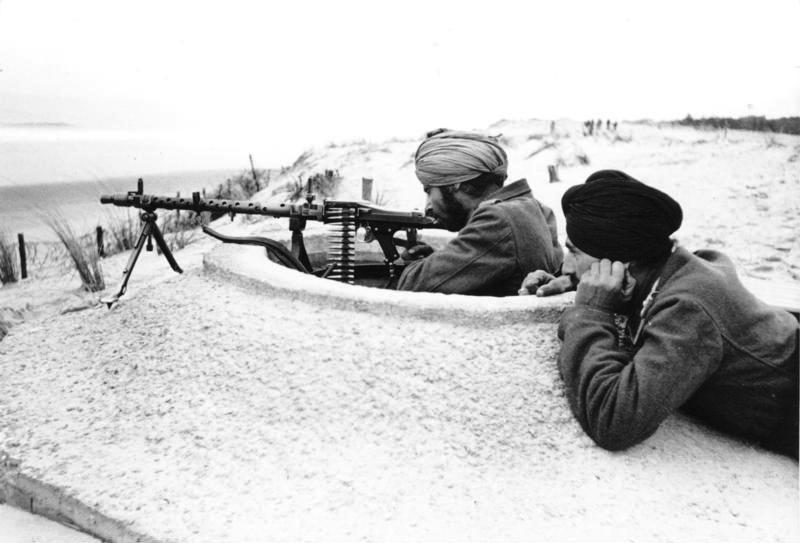
Soldat de la légion indienne des volontaires de la Waffen-SS dans un tobrouk, armé d'une MG 34 en appui sur son bipied.

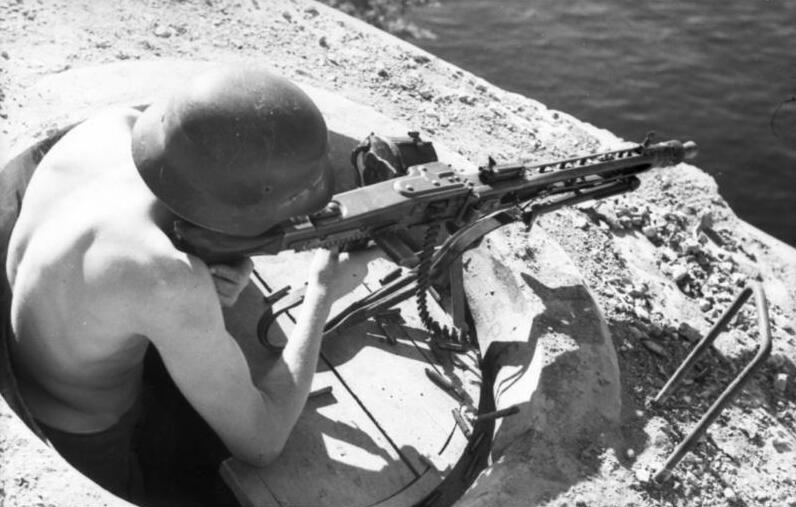
Soldat allemand du d'armée affecté dans un tobrouk et équipé d'une MG 42 dont la crosse est rendue solidaire d'une planche en bois qui pivote à 360° sur un rail.

Un tobrouk est généralement un petit abri bétonné qui débouche sur l'extérieur au niveau du sol par une ouverture sommitale de 80 cm de diamètre, et dans lequel prend place un soldat. Ce bunker individuel est un élément de fortification légère de la Seconde Guerre mondiale, enterré dans une fosse d'1,6 m de profondeur conçue pour accueillir un soldat qui peut se tenir debout, seules sa tête et ses épaules étant exposées. Cette pièce souterraine en béton armé sert de poste de tir (rôle de défense rapprochée grâce à une arme automatique, un mortier, un lance-flammes, une tourelle de char…) voire de poste de surveillance (tobrouk d'observation équipé d'un appareil de communication optique, d'un binoculaire, d'un projecteur). 
Le tobrouk se distingue de l'encuvement, large plate-forme bétonnée encaissée dans le sol et dotée d’un parapet, cette aire permettant à des canons d'avoir un champ d'action de 360°.

## Historique
Lors de la Première Guerre mondiale en septembre 1914, au lendemain de la bataille de la Marne, les soldats creusent spontanément des « trous de renard », excavations verticales destinées à les protéger des projectiles. Individuels ou biplaces, avec ou sans parapet de sacs de sable, ces ouvrages sont progressivement reliés entre eux et forment des tranchées. Lors de la Seconde Guerre mondiale, durant le siège de Tobrouk en 1941, les forces de l'Axe (et en premier les Italiens) prennent l'habitude d'enterrer soldats et matériels dans des « trous de renard » bétonnés pour ne laisser dépasser de la surface du sol que les armes. Le concept est repris par les Allemands sous le nom de Ringstand (« emplacement circulaire ») pour la construction de fortifications de campagne, puis sous le nom de tobrukstand et tobruk, très certainement dans un but de propagande pour faire référence à la capture de Tobrouk en 1942

## Caractéristiques
| |  |  |
| Bunker R 633 à cloche de mortier avec tobrouk intégré : en plan (légende 8) et en photo (à droite). |  |  |

Le tobrouk s'impose dans les fortifications non seulement comme bloc isolé mais parfois aussi accolé ou intégré à un bunker. On accède au bloc isolé par un couloir et un escalier souterrain, généralement reliés au réseau de tranchées de la position. Le toit de salle de tir de cette niche bétonnée forme une ouverture de 80 cm de diamètre qui peut être circulaire, hexagonal ou octogonal.
Rapide à construire, peu coûteux en matériaux, facile à camoufler, ne nécessitant que peu de place pour son implantation et multifonctionnel, c'est un des ouvrages les plus répandus sur le mur de l'Atlantique où ils sont réalisés sur la base de plusieurs programmes de constructions standardisées généralement selon la norme de construction B 1, ce qui en fait un bunker semi-permanent VF dont les murs périphériques et la dalle de couverture font typiquement 40 cm d'épaisseur. À chaque ouvrage de ces programmes, un numéro de construction est attribué correspondant à un type de réalisation doté d'un armement spécifique. Le spécialiste des fortifications allemandes Rudi Rolf « en recense 18 modèles sans compter les sous-séries. Cependant comme pour les blockhaus modifiés, affublés de l'extension SK (Sonder Konstruction) indiquant qu'un modèle basique a reçu des modifications locales, les tobrouks sont aussi, dans certains cas, modifiés par rapport au modèle original, par l'ajout par exemple, d'une dalle de protection, ou d'une forme particulière s'adaptant à une arme particulière ou encore l'addition de soutes à munitions supplémentaires ».

## Galerie

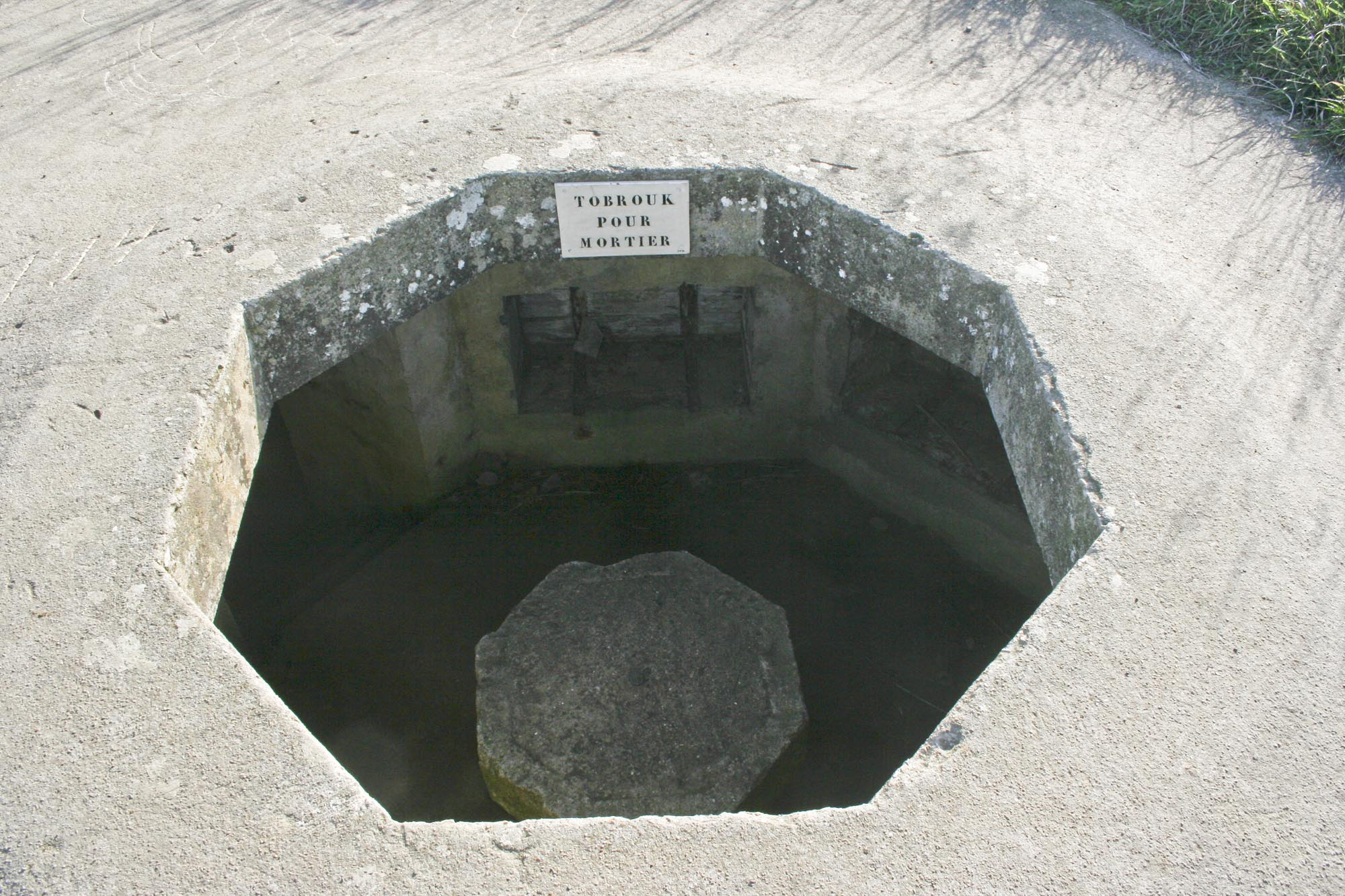
Tobrouk Vf61A pour mortier, WN 48 de Longues-sur-Mer[13].
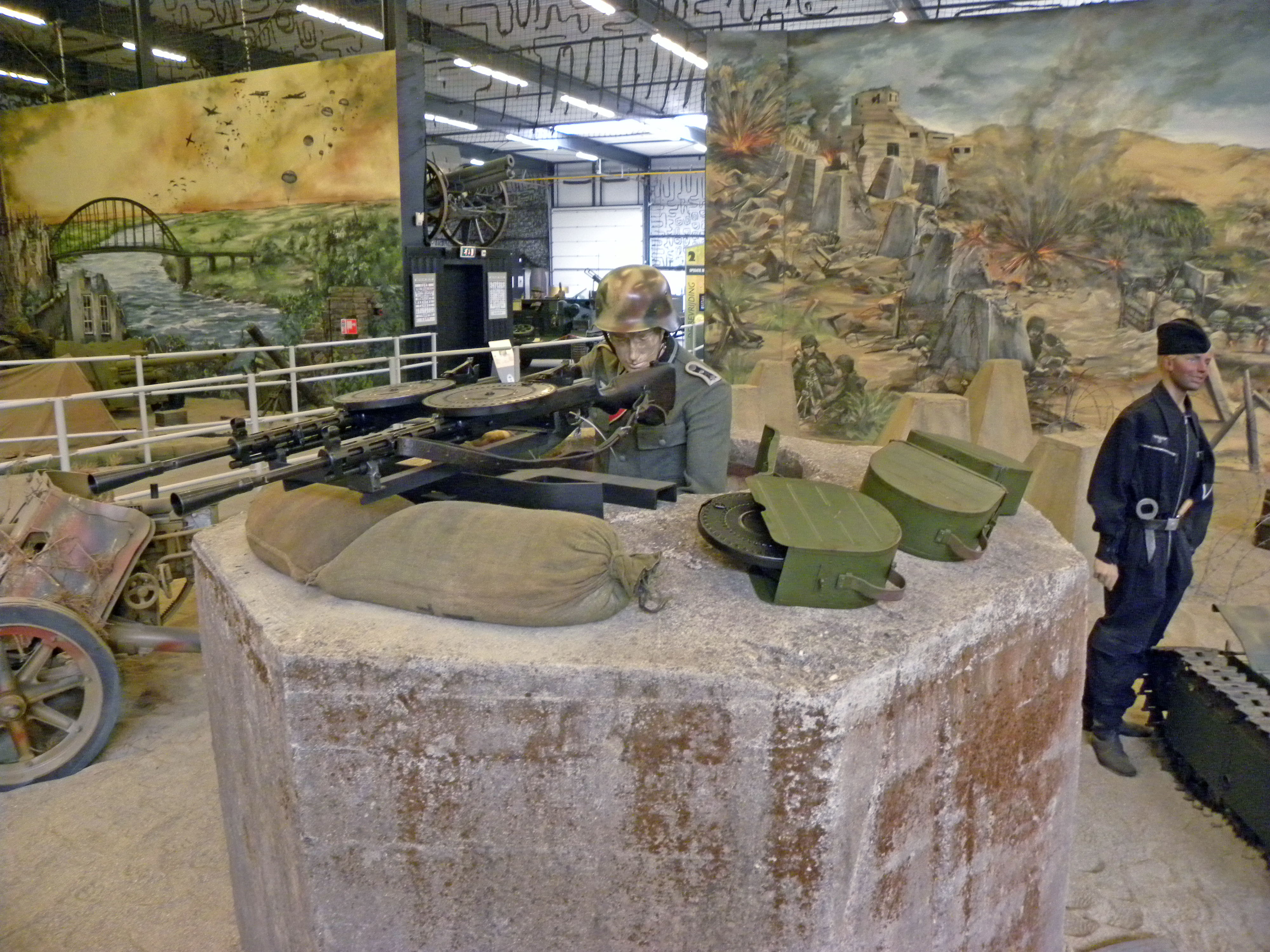
Un tobrouk pour mitrailleuse MG[14] (reconstitution).
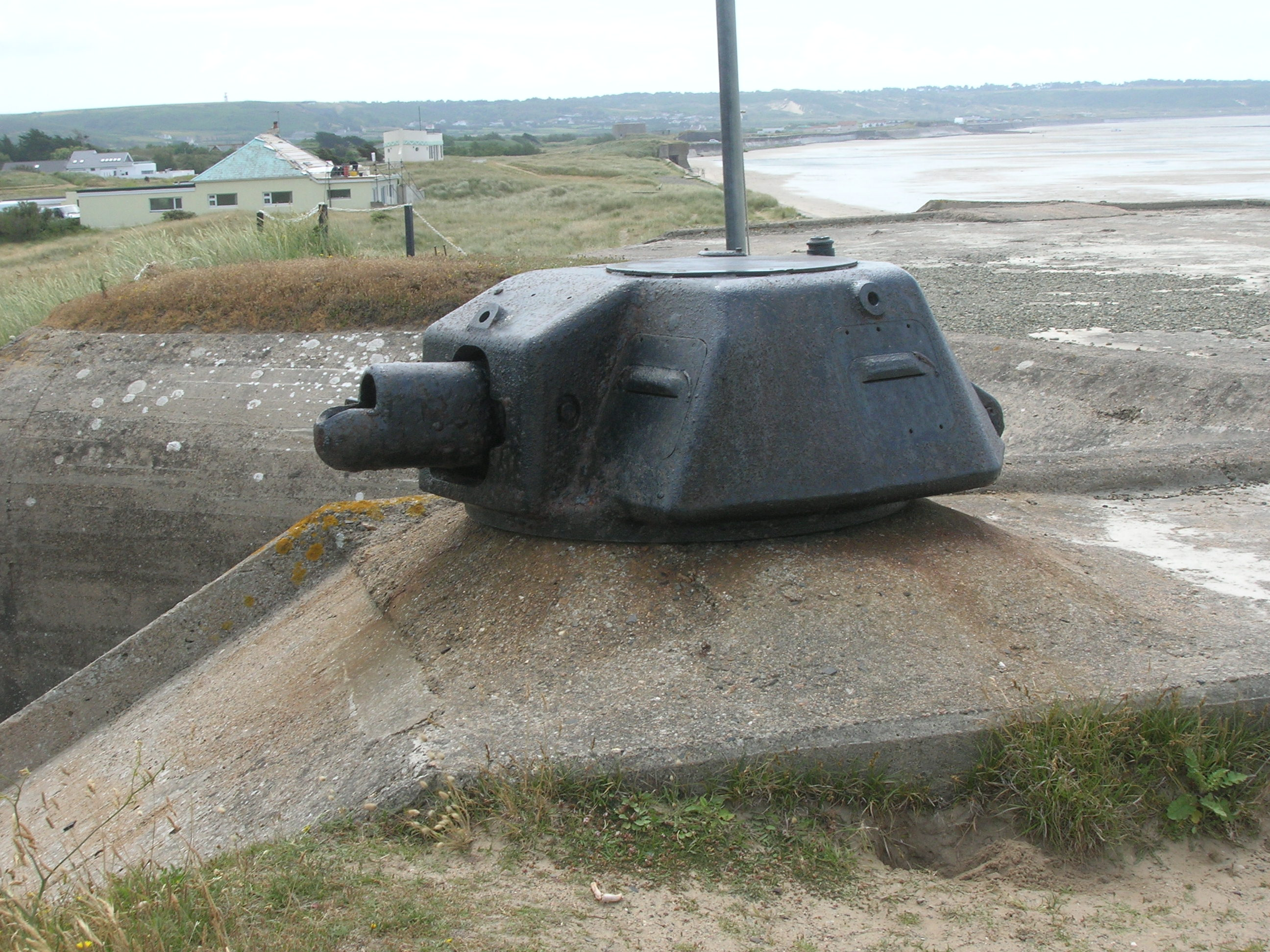
Le tobrouk peut être recouvert d'une cloche d'acier ou comme ici d'une tourelle de char déclassée[15].
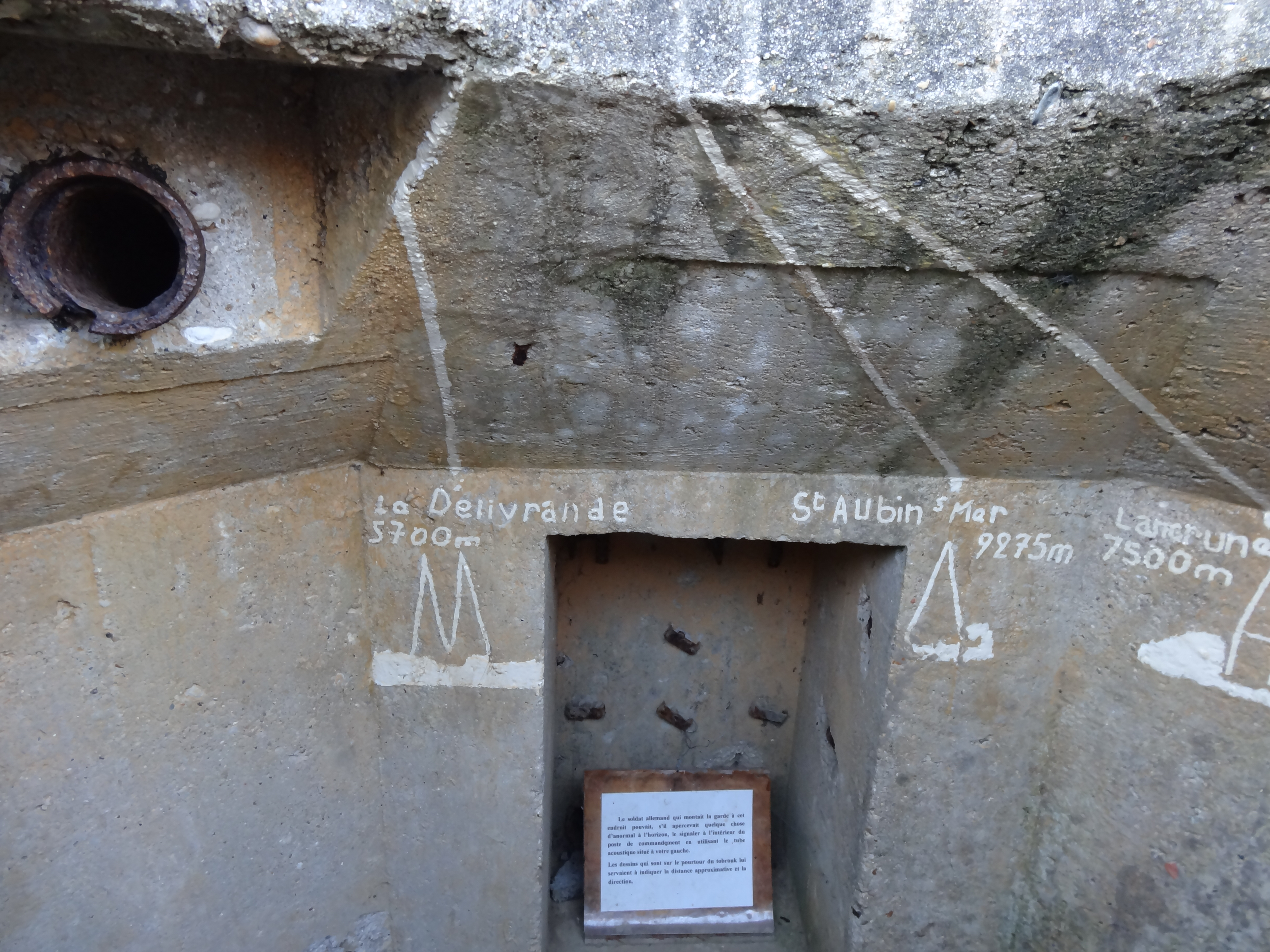
Tobrouk du site Hillman avec marquages de tir et tube acoustique.
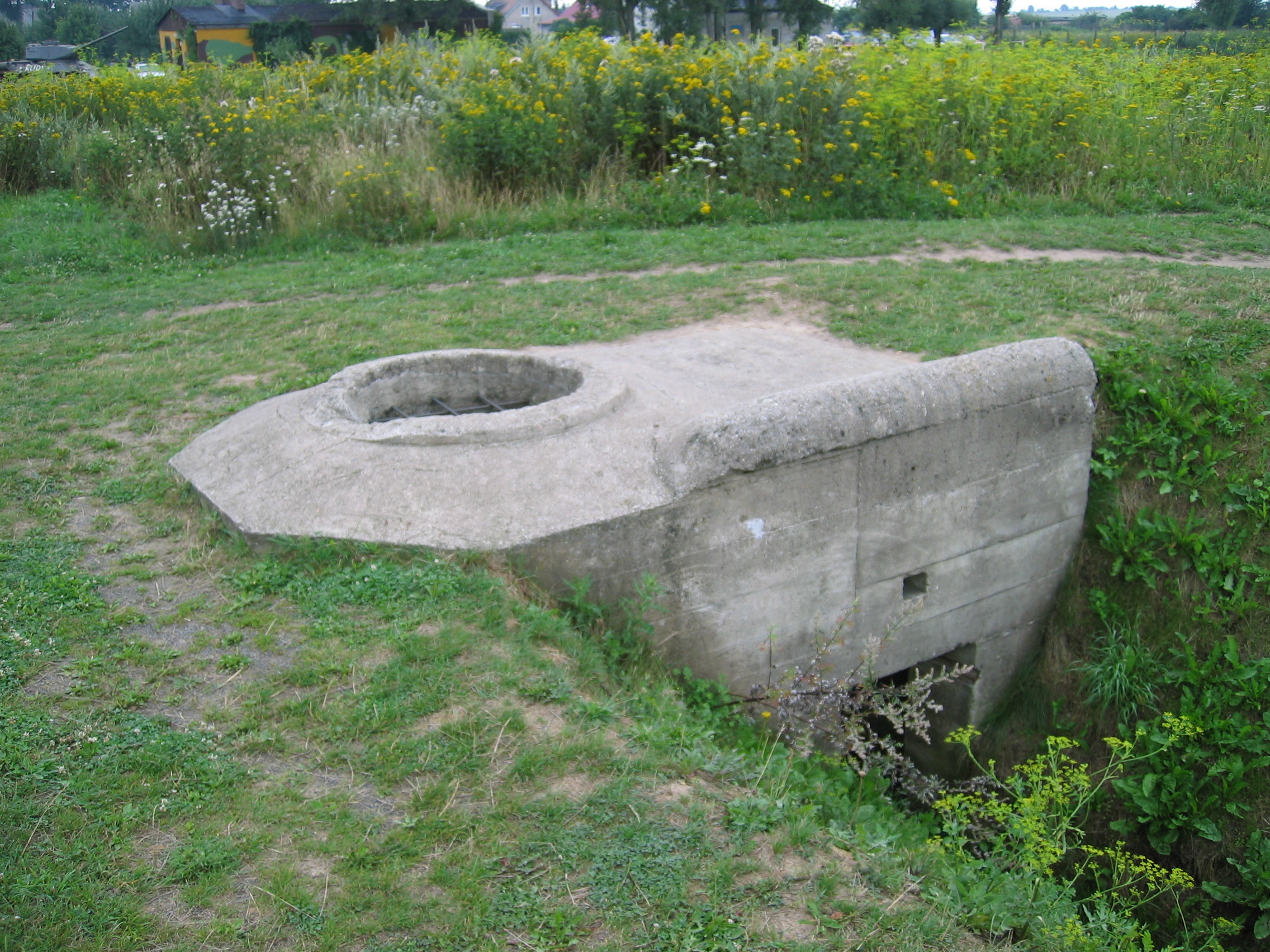
Tobrouk VF 58c du Festungsfront Oder-Warthe-Bogen[16].
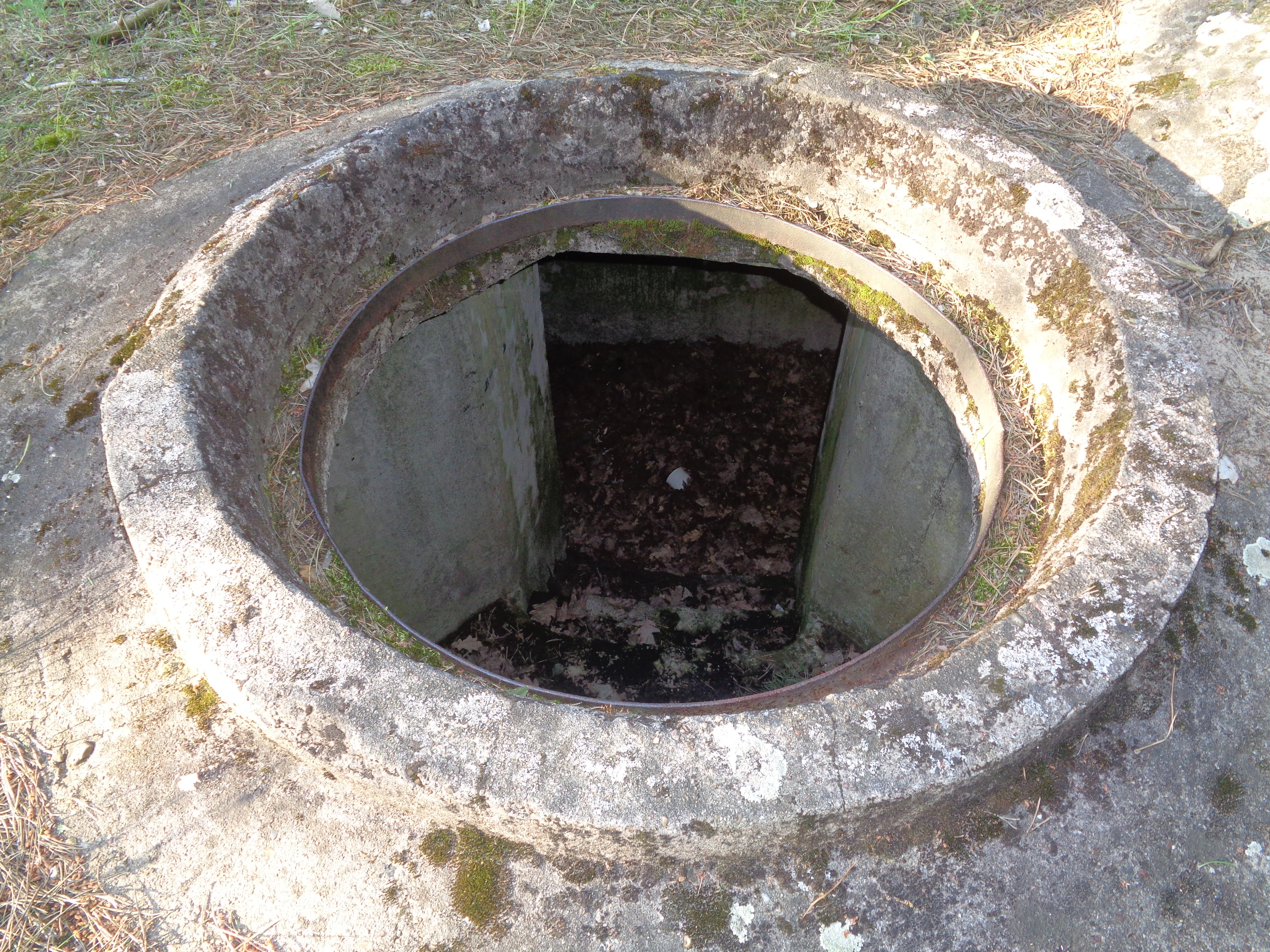
Tobrouk VF 58c doté d'un rail métallique sur la cornière[17].
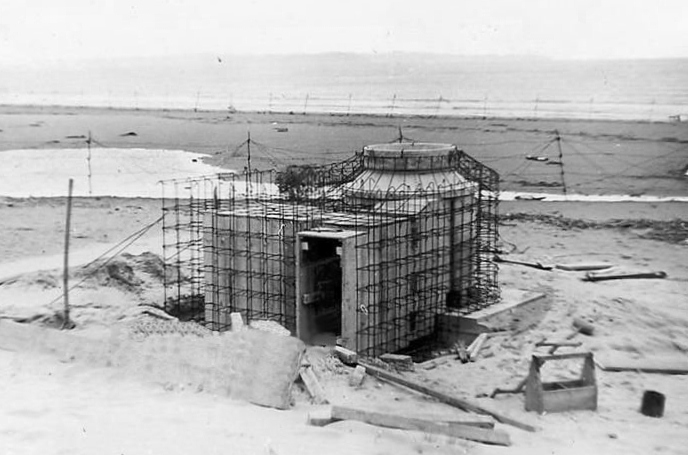
Construction d'un tobrouk en 1941.
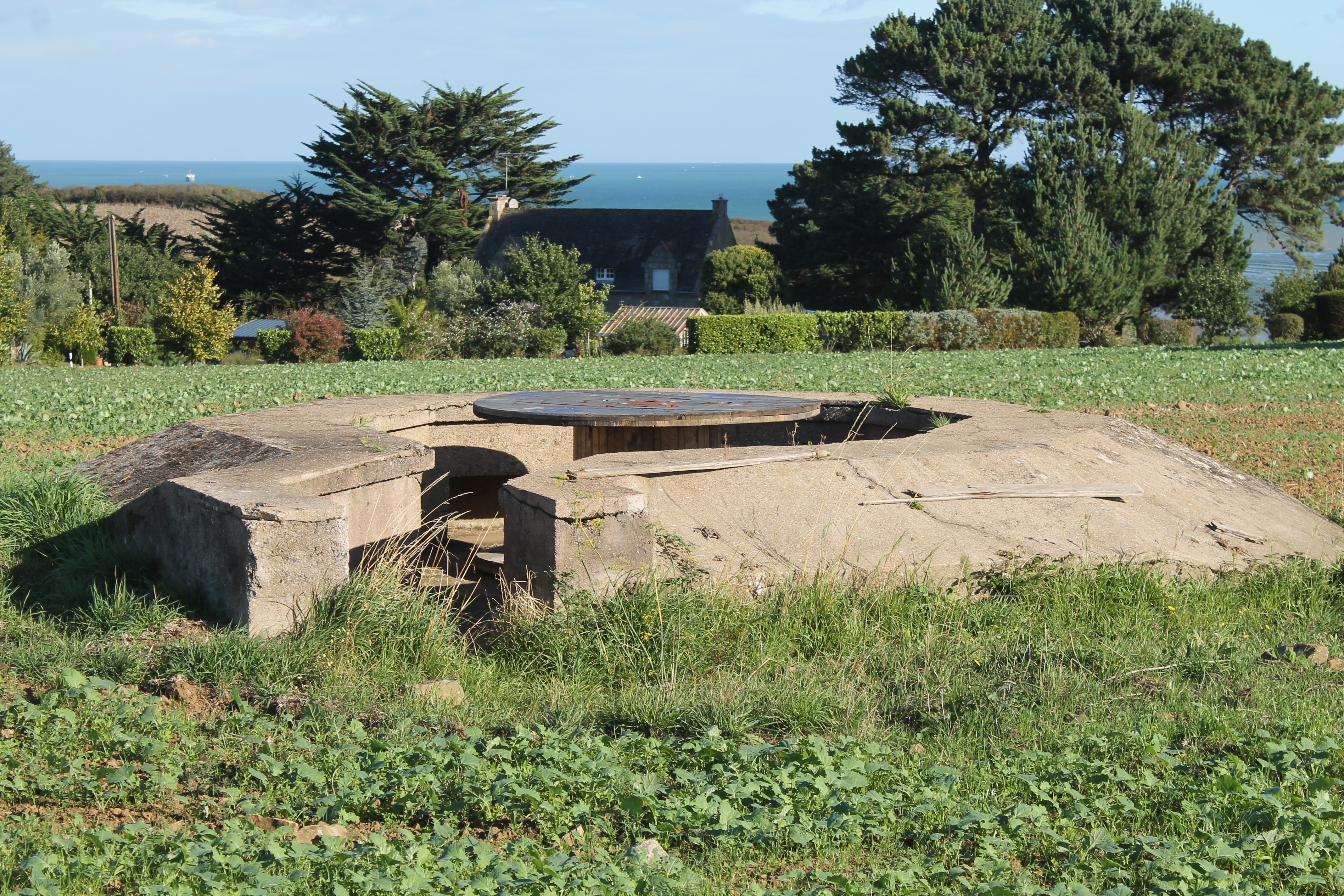
Encuvement pour KwK[18].